# Rustawi

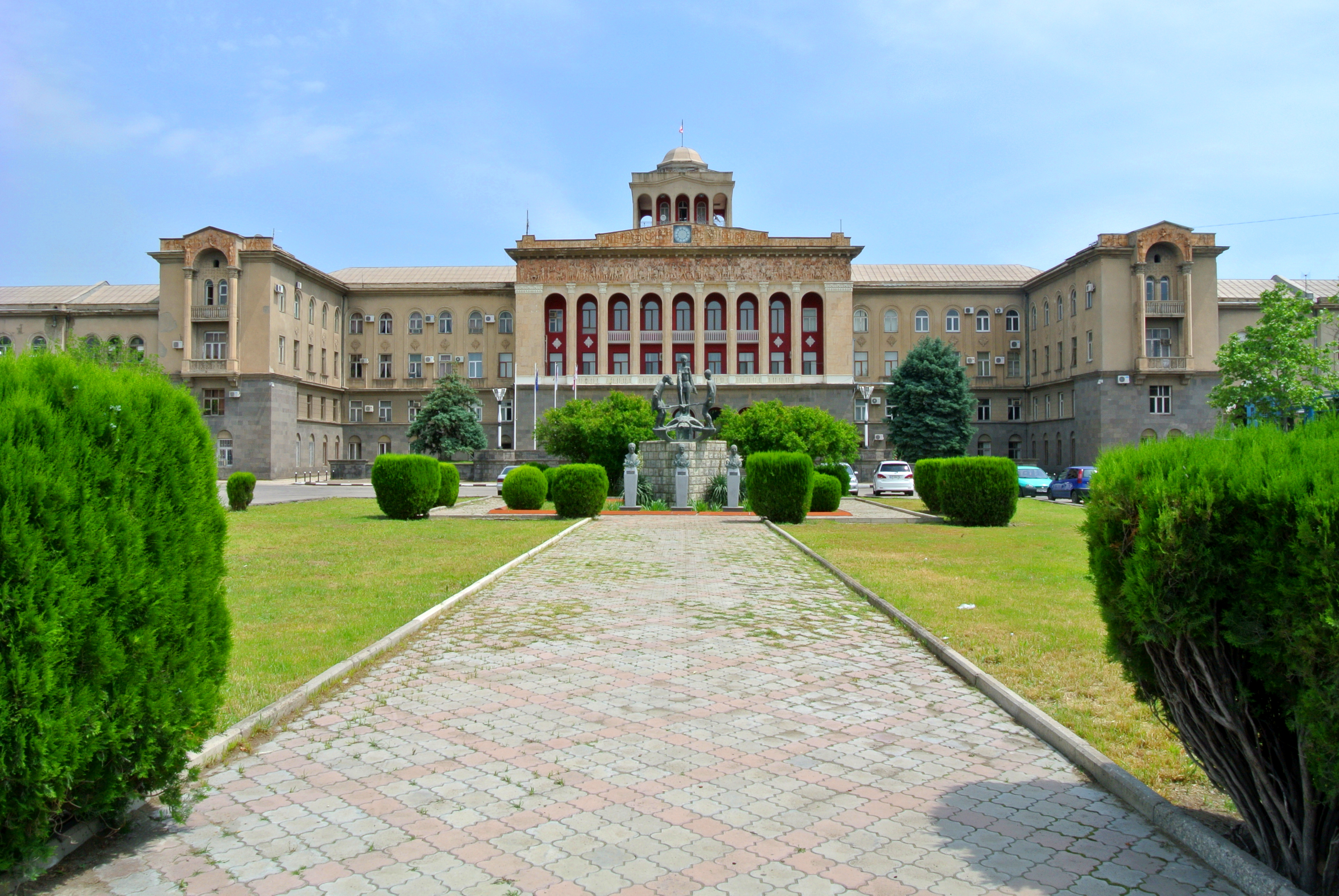
Siedziba Zakładów Metalurgicznych w Rustawi

Rustawi (gruz. რუსთავი) – miasto w południowo-wschodniej Gruzji, w regionie Dolna Kartlia, nad rzeką Kurą.
Miasto zostało założone w 1948 r. w pobliżu dużego zakładu metalurgicznego, na miejscu starego osiedla, zniszczonego przez Timura około 1400 r. Czwarte co do wielkości miasto kraju, liczy ponad 100 tys. mieszkańców.

## Miasta partnerskie
- Łódź, Polska
- Gandża, Azerbejdżan
- Płock, Polska
- Krzywy Róg, Ukraina